# 范偉 (中國企業家)
范伟，中华人民共和国企业家，复星集团创始团队成员，现任复星集团执行董事兼联席总裁，主要负责集团地产板块的投资与运营。

## 生平
1991年毕业于复旦大学遗传工程学学士学位，长期负责复星集团下属地产业务的经营管理工作，曾经担任大型房地产集团复地集团董事长，对中国房地产行业发展及市场机会有着深入了解。现任上海市房地产行业协会副会长、上海市社会科学院房地产研究中心理事会副理事长、上海市工商联合会住宅产业商会会长。

## 荣誉
曾获“中国房地产百强企业家”及“首届上海房地产杰出青年企业家”等荣誉称号，2009年获委任为复星集团联席总裁。